# U-Bahnhof Zeche Constantin
Der U-Bahnhof Zeche Constantin ist eine Tunnelstation der Stadtbahn Bochum in der kreisfreien Stadt Bochum. Sie ist nach der Zeche Vereinigte Constantin der Große benannt.

## Lage und Aufbau
Der U-Bahnhof befindet sich im südlichen Bereich des Bochumer Stadtteils Riemke an der Grenze zu Hofstede und Grumme im Untergrund der Herner Straße. Er besitzt zwei Ausgänge. Der südliche führt zur Falkstraße und zu seinem Namensgeber, der Zeche Vereinigte Constantin der Große und der nördliche zur Hiltroper Straße.
In der Nähe befindet sich die Betriebswerkstatt der U 35, welche unter der Bezeichnung Musik in der Werkstatt gelegentlich für Konzertveranstaltungen genutzt wird. Das Varieté et cetera ist von dort ebenfalls fußläufig erreichbar.
Er liegt etwa 700 Meter südlich des benachbarten U-Bahnhofs Riemke Markt und etwa 940 Meter nördlich des benachbarten U-Bahnhofs Feldsieper Straße.
Der U-Bahnhof besitzt einen Mittelbahnsteig.

## Linien
Der U-Bahnhof wird durch die normalspurige Linie U35 der Stadtbahn Bochum bedient.
| Linie | Verlauf / Anmerkungen | Takt (Mo–Fr)              |
| ----- | --- | ------------------------- |
| U 35  | U Herne, Schloß Strünkede1 – U Herne Bf – U Herne Mitte – U Archäologie-Museum/Kreuzkirche – U Hölkeskampring – U Herne, Berninghausstraße – U Bochum, Rensingstraße – U Riemke Markt2 – U Zeche Constantin – U Feldsieper Straße – U Deutsches Bergbau-Museum – U Bochum Rathaus (Nord) – U Bochum Hbf – U Oskar-Hoffmann-Straße – U Waldring – Wasserstraße – Brenscheder Straße – Markstraße – Gesundheitscampus – Ruhr-Universität – Lennershof BO – Bochum Hustadt (TQ)3 Die Linie U 35 heißt auch „CampusLinie“ | 10 min (1–2) 05 min (2–3) |

Es besteht Anschluss zur Buslinie 395. Sie wird wie die U35 von der Bogestra betrieben.
| Linie | Verlauf | Takt (Mo–Fr) |
| ----- | --- | ------------ |
| 395   | Herne REAL-Warenhaus – Holsterhausen – Hannibal Einkaufszentrum – Hofstede Hordeler Str – Zeche Constantin – Grumme – Vonovia Ruhrstadion – Kornharpen – Ruhr-Park/UCI (abends als AST 95 zwischen Herne und Zeche Constantin) | 60 min       |